# Sebastiano Luperto
Sebastiano Luperto (6 september 1996) is een Italiaans voetballer die doorgaans als verdediger speelt. Hij stroomde in 2015 door vanuit de jeugd van SSC Napoli. In het seizoen 2020/21 wordt hij verhuurd aan FC Crotone.

## Clubcarrière
Luperto speelde in de jeugd bij SSC Napoli. Op 7 december 2014 zat hij voor het eerst op de bank onder coach Rafael Benítez in de competitiewedstrijd tegen Empoli. Op 3 mei 2015 debuteerde de middenvelder in de Serie A. Napoli versloeg in het eigen Stadio San Paolo AC Milan met 3–0 na doelpunten van Marek Hamšík, Gonzalo Higuaín en Manolo Gabbiadini. Luperto verving David López zes minuten voor het verstrijken van de reguliere speeltijd.

## Interlandcarrière
Luperto kwam uit voor diverse Italiaanse nationale jeugdreeksen. In 2018 debuteerde hij in Italië –21.